# Cheilotrichia (Empeda) gracilis
Cheilotrichia (Empeda) gracilis is een tweevleugelige uit de familie steltmuggen (Limoniidae). De soort komt voor in het Oriëntaals gebied.